# جون بويل
جون بويل (بالإنجليزية: John Boyle (congressman))‏ (و. 1774 – 1835 م) هو سياسي، ومحام، وقاض من الولايات المتحدة الأمريكية .